# Christian Bonnefoi
Pour les articles homonymes, voir Bonnefoi.
Christian Bonnefoi est un artiste qui pratique la peinture. Né en 1948 à Salindres dans le Gard, il vit et travaille à Gy-les-Nonains (Loiret). Docteur en histoire de l’art (Sorbonne), spécialiste de l’architecture d’entre-deux guerres, il est l’auteur de nombreux articles et écrits sur l’art, comme notamment le recueil d'écrits édité par La part de l'œil en 1997, qui regroupe les textes théoriques de cette période.

## Biographie
Son intérêt pour les constructivistes russes et les collages cubistes est à l’origine de son approche théorique. Il considère que tout commence par le collage. L’œuvre théorique qu'il construit sur ce postulat a largement contribué à repenser l’ensemble de l’art de ce siècle depuis le cubisme et Mondrian jusqu’au minimalisme, l’enjeu n’étant rien moins que la définition même de la peinture et du tableau.
La découverte des Dos de Matisse présentés en 1970 à Paris au Grand Palais lors de l’exposition Henri Matisse, l’exposition du centenaire, constitue selon Christian Bonnefoi, l'événement fondateur de sa démarche de peintre.
De 1977 à 1978, il fait partie de Ja na pa, groupe prenant explicitement le contre-pied de Support/Surfaces. Sa démarche se veut spéculative et expérimentale, et entend relancer la tradition classique du tableau. Il privilégie le papier de soie et la tarlatane, matériaux transparents, souples et poreux, permettant collages et retournements, qui autorise, en détruisant l'unité de la surface, toutes les manipulations. Le «feuilletage» inextricable de la surface ainsi travaillée se constitue en «tableau». Le but poursuivi est de faire advenir la surface en construisant ensemble les actes plastiques produits par l'artiste et « l'apparition du visible ».

## Expositions notables
- Galerie Baudoin Lebon, Paris, 2005.
- L'apparition du visible, Centre Pompidou, Paris,  octobre 2008 -  janvier 2009[7].
- La Verrière, Hermès, Bruxelles, 2009.
- Dos à dos, Musée Matisse du Cateau-Cambrésis, 2013[8].
- Eurêka, Domaine de Kerguéhennec, Vannes, 2013[9].
- Bonjour Monsieur Matisse, Musée d'art moderne et d'art contemporain de Nice, 2013.
- Ceci n'est pas un musée, Fondation Maeght, Saint-Paul-de-Vence, 2014[10].
- Campoli Presti, Londres, 2017[11].
- Odradek, Centre d'Art contemporain de Bouvet-Ladubay , 2020